# Diogo Branquinho
Diogo Ferraz Branquinho, atual jogador de andebol do Sporting Clube de Portugal, nasceu em Coimbra, a 25 de Julho de 1994. Começou a sua carreira no Centro Desportivo São Bernardo, em Aveiro, onde viveu até aos seus 17 anos. Representou o ABC de Braga, o Fc Porto e integrou um projeto em Resende da seleção nacional. Conquistou até ao momento enquanto jogador sénior 5 Campeonatos Nacionais, 4 Taças de Portugal, 4 Supertaças e 1 Taça challenge. Esteve em 2 Campeonatos Mundiais, 2 Campeonatos Europeus e nos Jogos Olímpicos de Tóquio 2020. Tem 93 internacionalizações ao serviço da Seleção Nacional. Participou em 6 edições da Liga dos Campeões, tendo sido eleito 3 vezes o melhor ponta-esquerda da jornada e 3 vezes o melhor golo.  

## Carreira
Começou a jogar andebol aos 15 anos no Centro Desportivo São Bernardo, em Aveiro, local onde vivia. Logo na sua segunda época de andebol (época 2008/2009) começou a jogar não só no seu escalão (iniciados) como também nos juvenis. Chegou à equipa sénior na época de 2012/2013. Ainda como jogador do São Bernardo, na época 2011/2012, quando ainda tinha 17 anos, foi convidado a participar num projeto da seleção nacional. Jogou durante essa época na segunda divisão de seniores masculinos, ao serviço da seleção nacional.

## ABC de Braga
Na época de 2013/2014, Diogo Branquinho passou a representar o ABC de Braga, jogando durante duas épocas por juniores e por seniores. Manteve-se no ABC até à época de 2016/2017.  Durante os anos em Braga, conquistou 1 campeonato nacional, 1 supertaça, 2 taças de Portugal, 1 taça challenge. Na sua última época ao serviço do ABC, foi pela primeira vez convocado para a Seleção Nacional Senior.

## Porto
Na época de 2017/2018, integrou a equipa do FC Porto, onde se manteve até 2024. Venceu ao serviço do FC Porto 2 Taças de Portugal, 2 Supertaças e 4 Campeonatos Nacionais (2018/19, 2020/21, 2021/22 e 2022/23), tendo terminado a época de 2019/20 também em primeiro lugar, mas não foi atribuído titulo de Campeão devido à pandemia COVID-19. Participou em 5 edições da Liga dos Campeões e 2 edições da EHF Cup (atual Liga Europeia), tendo numa destas chegado à Final 4. Foi eleito três vezes o melhor Ponta Esquerda da jornada da Liga dos Campeões e três vezes o melhor golo da jornada. Como jogador do FC Porto, representou a Seleção Nacional em 2 Campeonatos da Europa, 2 Campeonatos Mundiais e nos Jogos Olímpicos de Tóquio 2020. 

## Palmarés
ABC de Braga
- campeonato nacional (1) - 2015/2016

- Taça challenge (1) - 2015/2016
- Supertaça (1) - 2015/2016
- Taça de Portugal (2) - 2014/2015, 2016/2017

Futebol Clube do Porto 
- Campeão nacional (4) - 2018/2019, 2020/2021, 2021/2022, 2022/2023
- Taça de Portugal (2) - 2018/2019, 2020/2021
- Supertaça (2) - 2019/2020, 2021/2022

Sporting Clube de Portugal
- Supertaça (1) - 2024/2025

Seleção Nacional Universitária
- Campeão Mundial (1) - 2013/2014

Universidade do Minho 
- Campeão nacional (2) - 2013/2014, 2014/2015
- Campeão Europeu (2) - 2013/2014, 2014/2015

## Ligações Externas
- Perfil de Diogo Branquinho (em português) em eurohandball